# Łagiewniki (Busko)
Pour les articles homonymes, voir Łagiewniki.
Łagiewniki est une localité polonaise de la gmina de Busko-Zdrój, située dans le powiat de Busko en voïvodie de Sainte-Croix.